# 2019 LF6
2019 LF6 – planetoida z grupy Atiry, okrążająca Słońce w ciągu około 151 dni w średniej odległości 0,555 au. Została odkryta w lipcu 2019 w ramach przeglądu nieba Zwicky Transient Facility (ZTF) prowadzonego w Obserwatorium Palomar. W momencie odkrycia miała najmniejszą półoś wielką i najmniejszy okres obrotu wokół Słońca ze wszystkich odkrytych do tego czasu planetoid.